# کروکوو (استان اشوی‌داشکسیه)
کروکوو (به لهستانی: Kruków) یک منطقهٔ مسکونی در لهستان است که در گمینا اوژاروو واقع شده‌است.